# Nerax parvus
Nerax parvus là một loài ruồi trong họ Asilidae. Nerax parvus được Walker miêu tả năm 1855. Loài này phân bố ở vùng Tân nhiệt đới.